# Tarantellen af Napoli
Tarantellen af Napoli je dánský němý film z roku 1903. Režisérem je Peter Elfelt (1866–1931). Film trvá zhruba jednu minutu.

## Děj
Film zachycuje baletního mistra Hanse Becka (1861–1952) a baletní tanečnici Valborg Borchsenius (1872–1949), jak tančí balet Napoli (1842) od Augusta Bournonvilla (1805–1879).